# Tamarix aralensis
Tamarix aralensis är en tamariskväxtart som beskrevs av Bunge. Tamarix aralensis ingår i släktet tamarisker, och familjen tamariskväxter. Inga underarter finns listade.